# Skwarne
Skwarne – wieś sołecka w Polsce położona w województwie mazowieckim, w powiecie mińskim, w gminie Cegłów.
Wieś duchowna Skwarna Wola położona była w drugiej połowie XVI wieku w powiecie garwolińskim  ziemi czerskiej województwa mazowieckiego. 7 sierpnia 1943 Gestapo przeprowadziło pacyfikację wsi. 22 maja 1944 oddział Armii Ludowej dowodzony przez Zdzisława Lisowskiego ps. Śmiały walczył z hitlerowcami i stracił wielu żołnierzy. W latach 1975–1998 miejscowość administracyjnie należała do województwa siedleckiego.
Wierni Kościoła rzymskokatolickiego należą do parafii Jana Chrzciciela i Andrzeja Apostoła w Cegłowie.